# M/S Apollo (1970)

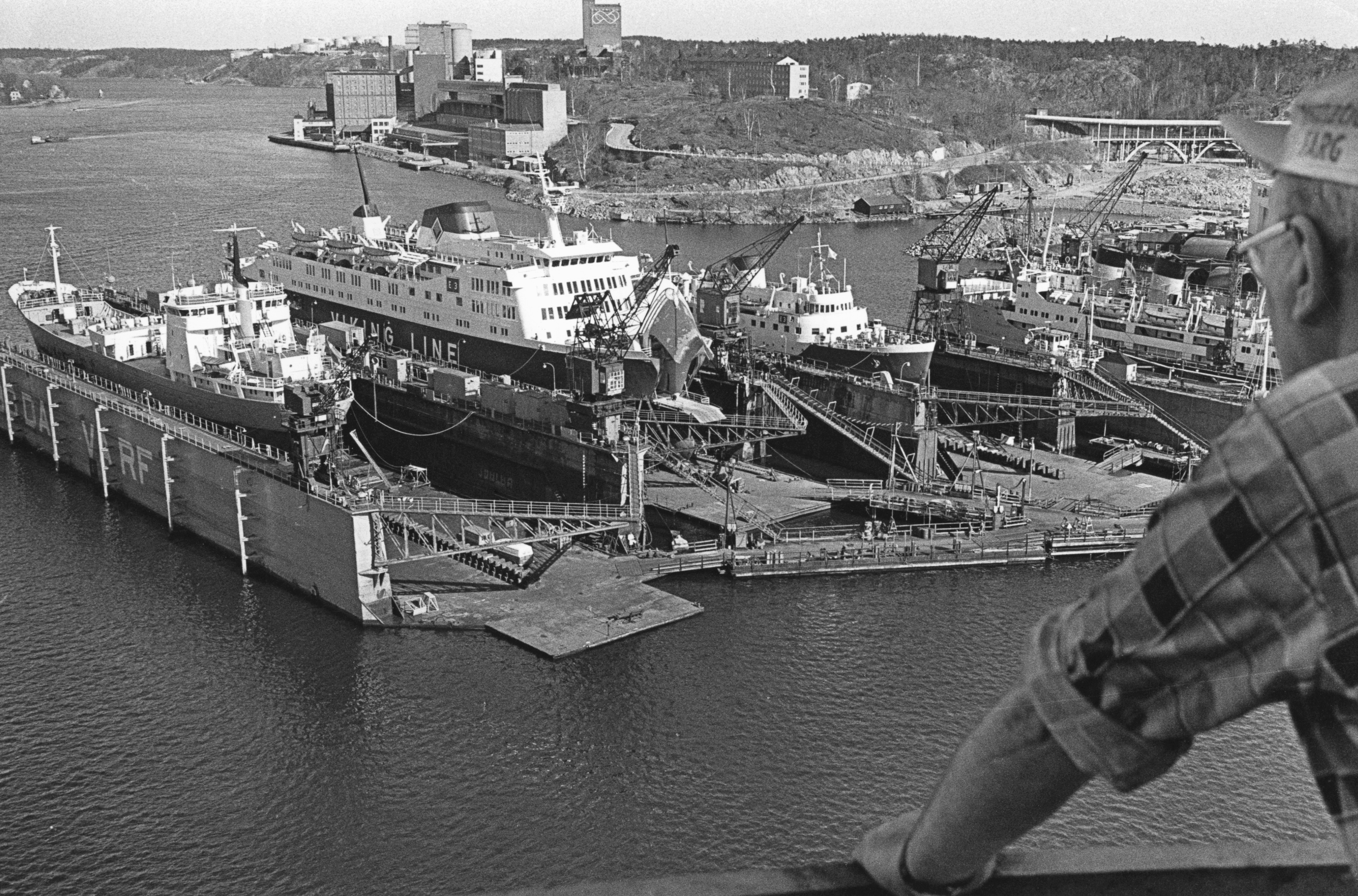
M/S Apollo på Finnboda varv i Stockholm, 1972

M/S Apollo var en bil- och passagerarfärja, som ursprungligen byggdes för svenska Rederi AB Slite av Meyer-Werft i Papenburg i Tyskland 1970.

## Historik
M/S Apollo sattes i trafik 1970 för Viking Line, på linjen mellan Kapellskär och Nådendal via Mariehamn. År 1975 ändrades rutten till kryssningstrafik mellan Stockholm och Mariehamn. År 1976 såldes hon till det då danskägda brittiska rederiet Olau Line, för att sättas in mellan Sheerness i Storbritannien och Vlissingen i Nederländerna under namnet Olau Kent. Omdöpt till Gelting Nord seglade hon från 1981 för danska Nordisk Færgefart.
År 1984 chartrades M/S Apollo av Brittany Ferries och omdöptes till Benodet. Året efter övergick hon till systerrederiet British Channel Island Ferries, namnändrad till Corbière.
Omkring 1990 såldes hon till åländska Rederi Ab Eckerös dotterbolag Eckerö Line Ltd, registrerat på Isle of Man. Hon chartrades ut till estniska Inreko Laeva AS och sattes i trafik mellan Helsingfors och Tallinn för rederiet Estonian New Line, som senare gick upp i Tallink. Fartyget marknadsfördes under namnet Linda 1.  Fartyget fördes 1995 över till Rederi Ab Eckerö, registrerades under sitt ursprungliga namn Apollo i det finska skeppsregistret och sattes i trafik mellan Helsingfors och Tallinn för Eestin Linjat, ett samägt bolag mellan Rederi Ab Eckerö och åländska Birka Line. Eestin Linjat hade inlett trafik på rutten hösten 1994 med Apollos systerfartyg M/S Alandia. Systerfartygen gick i tvåfartygstrafik fram till 1997, då Apollo lades upp för att så småningom säljas och ersättas av den betydligt större M/S Nordlandia, samtidigt som Eestin Linjat ändrade namn till Eckerö Line.
Mellan 2000 och 2019 trafikerade hon för Labrador Marine huvudsakligen linjen mellan St. Barbe i Newfoundland and Labrador och Blanc-Sablon i Québec i Kanada.
År 2000 såldes M/S Apollo till kanadensiska Woodward Group och seglade för dess dotterbolag Labrador Marine fram till 2019. Hon ersattes då av MV Qajaq W och skrotades 2021 i Aliaga i Turkiet.

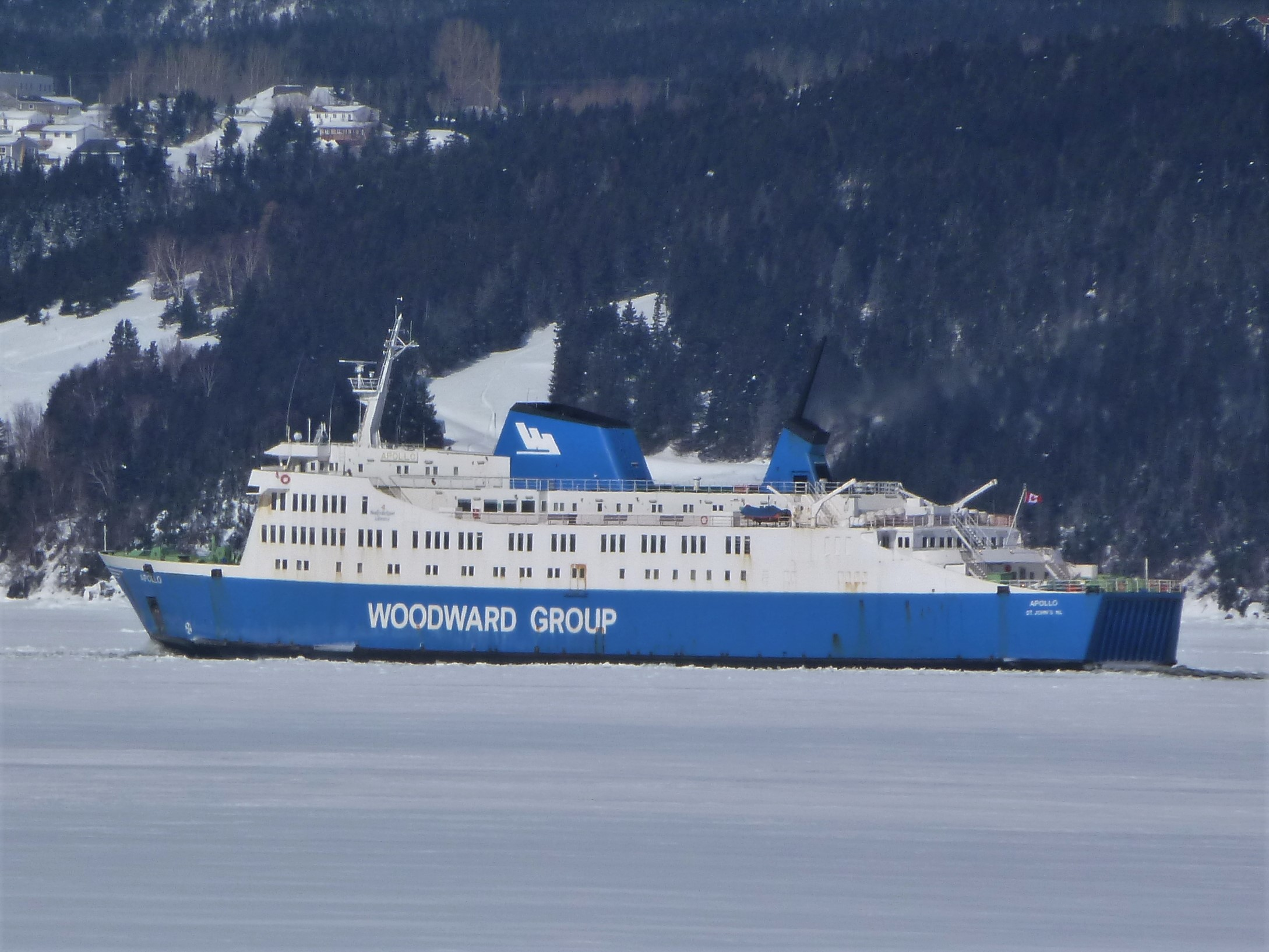
MV Apollo vid Corner Brook i Newfoundland och Labrador, 2015